# Donji Štoj
Donji Štoj (en serbe cyrillique : Доњи Штој) est un village du sud-est du Monténégro, dans la municipalité d'Ulcinj.

## Démographie

### Évolution historique de la population
| 1948 | 1953 | 1961 | 1971 | 1981 | 1991 | 2003 |
| ---- | ---- | ---- | ---- | ---- | ---- | ---- |
| 320  | 355  | 385  | 437  | 995  | 845  | 881  |